# 弦楽四重奏曲第4番 (グバイドゥーリナ)
弦楽四重奏曲第4番は、ロシアの作曲家、ソフィア・グバイドゥーリナが1993年に作曲した4つの弦楽四重奏と2つの録音テープのための作品である。

## 概要
作品は舞台上の１組の弦楽四重奏団と、3組の弦楽四重奏団と2つの録音済みのレイヤーの合計12の音楽パートが存在する。
プログラムノートでグバイドゥーリナは、それが弦楽四重奏なのか、はたまたそれを超越した作品であるのか、あるいは「弦楽四重奏曲」というタイトルが適切か否かなどを例に挙げながら、「非現実的 (non-real)な人工物」から「現実的(real)な本物」が生まれる（決してその逆ではない）という基本的な考えに基づいているとし、T.S.エリオットの「4つの四重奏曲」の世界観を表現したと述べている。

## 作曲の経緯
作品は、グバイドゥーリナが母国のロシアを去り、ドイツのアッペンに移住した最初の年に制作され、最終的にクロノス・カルテットに献呈された。

## 楽曲構成
演奏時間は約12分。
2つの録音テープ上で録音された弦楽四重奏では、弦楽四重奏の各メンバーは、伸縮性のあるスチール弦（ピアノの細い線）にボールを取り付けたマレットで楽器の弦を叩き、跳ね返るようなトレモロを発生させている。また、あらかじめ録音された2つの録音テープのうち片方の録音では、楽器のチューニングが四分音高く調律されており、音の知覚をさらに曖昧にし、レイヤー間のコール＆レスポンスをより不気味なものにしている。